# 北海道道821号京極停車場線
北海道道821号京極停車場線（ほっかいどうどう821ごう きょうごくていしゃじょうせん）は、北海道虻田郡京極町を結ぶ一般道道である。

## 路線概要
- 起点：北海道虻田郡京極町京極（国鉄 胆振線 京極駅跡）
- 終点：北海道虻田郡京極町京極（国道276号交点）
- 総延長：0.945 km
- 実延長：0.751 km
- 重用延長：0.194 km

### 道路管理者
- 後志総合振興局 小樽建設管理部 真狩出張所

## 歴史
- 1974年（昭和49年）3月31日 - 路線認定[1]。
- 1986年（昭和61年）11月1日 - 胆振線の廃線に伴い、京極駅は廃駅となる。

## 路線状況

### 重複区間
- 北海道道478号京極倶知安線（京極町京極）

## 地理

### 通過する自治体
- 後志総合振興局
  - 虻田郡京極町

### 交差する道路
京極町
- 北海道道478号京極倶知安線 - 京極
- 国道276号 - 京極（終点）